# John Maxwell (golfista)
John Riley Maxwell (Olena, Illinois, 16 de juliol de 1871 - Keokuk, Iowa, 3 de juny de 1906) va ser un golfista estatunidenc que va competir a primers del segle xx.
El 1904 va prendre part en els Jocs Olímpics de Saint Louis, on guanyà la medalla de plata en la prova per equips del programa de golf, com a membre de l'equip Trans-Mississippi Golf Association. No disputà la prova individual perquè hagué de marxar per fer una pràctica de medicina al Keokuk Medical College, on era professor d'anatomia i cirurgia i fou un dels primers especialistes en proctologia.
Anteriorment havia guanyat la primera edició de l'Iowa Amateur el 1900 i la Trans-Mississippi Amateur el 1903.
Maxwell va ser inclòs al Saló de la Fama de Golf d'Iowa el 2011.